# Dream School (Verenigde Staten)
Dream School is een Amerikaans televisieprogramma uit 2013 en 2014 van Sundance TV, gebaseerd op het gelijknamige Britse programma van Jamie Oliver. In het programma wordt een groep van vijftien schoolverlaters door bekende mensen gestimuleerd aan de ontwikkeling van hun leven te werken.

## Leraren

### Seizoen 1
- David Arquette (mentorles)
- Swizz Beatz (muziek)
- Soledad O’Brien (journalisme)
- Roy Choi (koken)
- Jeff Corwin (biologie)
- Fabien Cousteau (natuurkunde)
- Cliff Dorfman (schrijven/literatuur)
- Curtis “50 Cent” Jackson (mentorles)
- Jesse Jackson (politicologie)
- Mae Jemison (aardwetenschappen)
- Chris Jordan (fotografie)
- Suze Orman (economie)
- Cara Santa Maria (fysieke wetenschappen)
- Oliver Stone (wereldgeschiedenis)

### Seizoen 2
- Gloria Allred (advocaat en rechtenactivist)
- Shmuley Boteach (rabbijn en auteur van Kosher Jesus en Kosher Sex)
- David Chang (chef en restauranthouder)
- Cliff Dorfman (scenarioschrijver en filmregisseur van o.a. Entourage)
- David Eisenbach (historicus)
- Alvin Hall (financieel onderwijzer)
- Ana Kasparian en Cenk Uygur (journalisten)
- Les Stroud (survivalexpert)
- Johnny Weir (olympisch kunstschaatser)
- Dean Winters (acteur)